# Viczkó Tamás
Viczkó Tamás (Budapest, 1953. november 14. –) magyar labdarúgó, edző.

## Pályafutása

### Játékosként
A Ferencváros saját nevelésű játékosa. 1974-ben az ifjúsági csapattal országos bajnokságot nyert. Csapattársai között volt: Nyilasi Tibor, Ebedli Zoltán, Vad István. Ezután az első csapat tagja lett és tagja volt a KEK döntős csapatnak. A következő idényben bajnok és kupagyőztes is lett egyszerre. A Fradiban 29 mérkőzésen szerepelt (8 bajnoki, 8 nemzetközi, 13 hazai díjmérkőzés) és 2 gólt szerzett.
Ezután öt szezonban az Újpesti Dózsában játszott. Itt kétszer nyertek bajnokságot. 1981-ben Szombathelyre igazolt és egy idény után hagyta abba a labdarúgást és fiatalon edző lett.

### Válogatottban
A felnőtt válogatottban soha nem jutott szóhoz, de 14-szeres utánpótlás válogatott és egyszeres B-válogatott volt.

### Edzőként
Az első komoly edzői munkája 1985 és 1988 között Újpesten volt, ahol az utánpótlás vezetőedzője volt. 1990 és 1992 között nevelő egyesületénél volt pályaedző és a junior csapat edzője. 1992-től tíz éven át Kuvaitban dolgozott. 2004 elején elvállalta az újonnan létrejött palesztin válogatottnál a pályaedzői munkát az osztrák Alfred Riedl mellett. Miután nem maradt esélyük a továbbjutásra a világbajnoki selejtező csoportban Riedl lemondott, és ezután a további mérkőzésekre Viczkót kérték fel szövetségi kapitánynak.

## Sikerei, díjai

### Játékosként
- Magyar bajnok: 1975–1976, 1977–1978, 1978–1979
- MNK győztes: 1975–1976
- KEK második: 1974–1975

## Külső hivatkozások
- Viczkó Tamás a palesztin válogatott pályaedzője[halott link] – 2004. január 4.
- Viczkó hazajön a palesztin focistákkal[halott link] – 2004. július 1.
- Viczkó palesztin futballkapitány lett[halott link] – 2004. október 26.